# Ranunculus sceleratus
Ranunculus sceleratus (apio sardónico o sardonia) es una planta de la familia Ranunculaceae natural de toda Europa donde crece en lugares húmedos y arenosos.

## Descripción

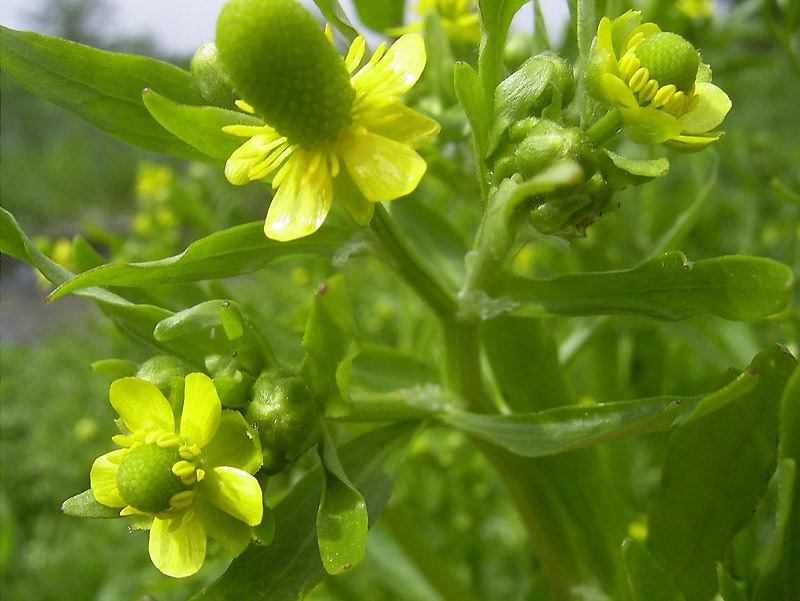
Flores de Ranunculus sceleratus. Se distinguen los sépalos verdes, los pétalos amarillos, los numerosos estambres de anteras intensamente amarillas y un conjunto ordenado de carpelos formando una especie de piña verde (el gineceo).

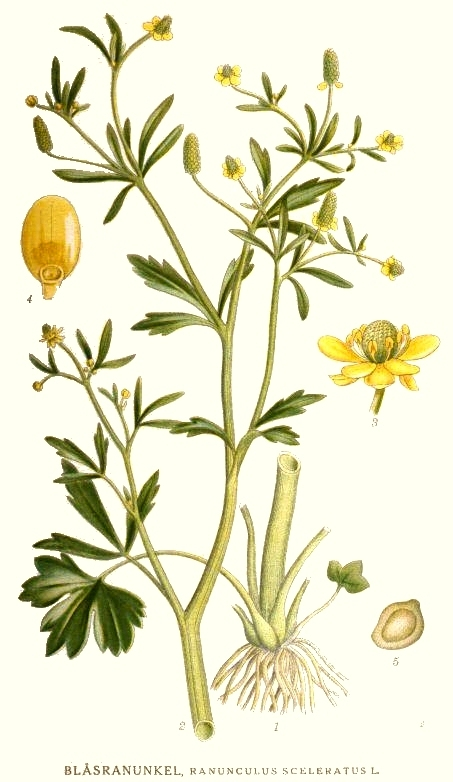
Ilustración

Es una planta anual con el tallo erecto, hueco y con una altura de 40-50 cm. Sus hojas son verde brillante, lobadas y dentadas. Tiene las flores de color amarillo pálido.

## Curiosidades
Esta planta posee una facultad característica: si se come o se degusta hace torcer la lengua y los labios hasta llegar a la muerte en una horrible mueca. Tradicionalmente se ha considerado que su jugo aplicado en los músculos de la cara los contrae, provocando una mueca que imita la risa (risa sardonia o risa sardónica), de donde deriva el adjetivo sardónico.
En la época de la república romana, los Lusitanos y otras tribus íberas iban a la batalla contra los romanos con esta planta, para usarla si se veían en claro peligro de ser prisioneros. La usaban a modo de veneno.

## Propiedades
- Es tóxico por lo que no se aconseja su uso.

Estas plantas contienen anemonina, una sustancia muy tóxica para los animales y los seres humanos. De hecho, los herbívoros pastan las hojas de estas plantas con gran dificultad, y sólo después de un buen secado que evapora las sustancias más peligrosas. Incluso las abejas evitan libar su néctar. En la piel humana estas plantas pueden crear ampollas (dermatitis), mientras que en la boca pueden causar dolor intenso y ardiente de las membranas mucosas.
Según la medicina tradicional, estas plantas son antirreumáticas (reduce el dolor debido a la inflamación de las articulaciones), antiespasmódicas (reduce los espasmos musculares, y también relaja el sistema nervioso), emenagoga (regula el flujo menstrual) y rubefaciente (trae la sangre a la superficie, aliviando la presión interna).

## Taxonomía
Ranunculus sceleratus fue descrita por Carlos Linneo y publicado en Species Plantarum 1: 551. 1753.
Citología
Número de cromosomas de Ranunculus sceleratus (Fam. Ranunculaceae) y táxones infraespecíficos: 2n=32
Etimología
Ver: Ranunculus
Sceleratus: epíteto, del latín ‘criminal, que causa la muerte’. 

Variedades
- Ranunculus sceleratus var. anfrayi Corb. [1894]
- Ranunculus sceleratus var. minimus DC. [1817]
- Ranunculus sceleratus var. umbellatus DC.

Sinonimia
- Adonis palustris Raeusch.
- Batrachium sceleratum (L.) Th.Fr. ex A.Pihl
- Hecatonia palustris Lour.
- Hecatonia scelerata Fourr.
- Ranunculus holophyllus Hance
- Ranunculus oryzetorum Bunge[5]

## Nombres comunes
- Castellano: apiastro, apio de risa, apio sardónico, apio silvestre, gata rabiosa, hierba de fuego, hierba sardonia, hierba sardónica, ranúnculo, ranúnculo de prados y terrenos aguanosos, ranúnculo malvado, revienta buey, revientabuey, riso sardonio, riso sardónico, sadónica, sardoa malvada, sardonia, yerba belida, yerba de fuego, yerba sardonia, yerba sardónica.[6]